# Кто положил Беллу в ведьмин вяз?

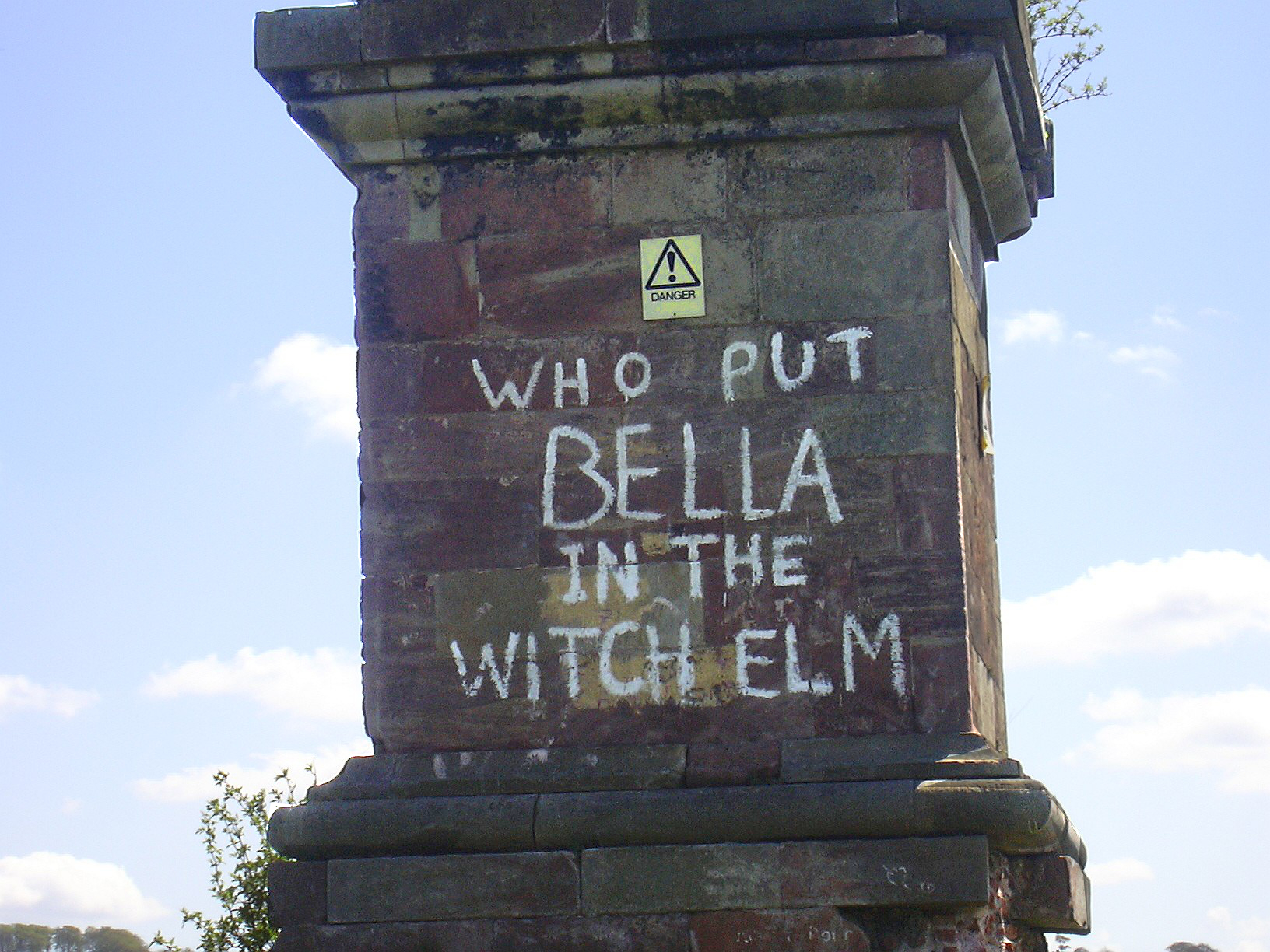
Граффити на Обелиске Уичбери

Кто положил Беллу в ведьмин вяз? (англ. Who put Bella down the Wych Elm?) — граффити, впервые появившееся в 1944 году после обнаружения в 1943 году скелетированных останков женщины в вязе в Хагли Вуд, Хагли (расположенном в поместье Хагли Холл), в Вустершире, Англия. Жертва, чьё убийство предположительно произошло в 1941 году, остаётся неопознанной, и текущее местонахождение её скелета и отчёта о вскрытии неизвестно.

## Обнаружение
18 апреля 1943 года четверо местных мальчиков (Роберт Харт, Томас Уиллеттс, Боб Фармер и Фред Пейн), занимаясь браконьерством и сбором яиц диких птиц в Хагли Вуд, части поместья Хагли, принадлежащего лорду Кобхэму, недалеко от Уичбери Хилл, наткнулись на большой вяз. Решив, что дерево подходит для сбора яиц, Фармер попытался взобраться на него, чтобы осмотреть получше. Поднявшись, он заглянул в полую середину ствола и увидел череп. Сначала он решил, что это череп животного, но, увидев человеческие волосы и зубы, он понял, что это человеческий череп. Поскольку они находились на участке незаконно, Фармер положил череп обратно, и все четверо мальчиков вернулись домой, никому не сказав о своей находке. Однако самый младший из мальчиков, Уиллеттс, почувствовал тревогу из-за увиденного и решил сообщить о находке своим родителям.

## Расследование

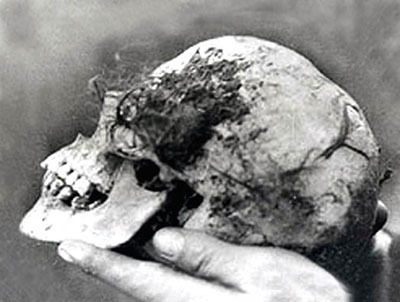
Череп «Беллы из вяза», найденный 18 апреля 1943 года

Когда полиция проверила ствол дерева, они обнаружили почти полный скелет вместе с туфлей, золотым обручальным кольцом и некоторыми фрагментами одежды. Череп был ценной уликой, поскольку на нём все ещё оставались пучки волос, и был виден чёткий зубной рисунок, несмотря на отсутствие некоторых зубов. При дальнейшем исследовании на некотором расстоянии от дерева были найдены остатки руки.
Тело было отправлено на судебно-медицинскую экспертизу, проведённую профессором Джеймсом Вебстером. Он быстро установил, что это были останки женщины, умершей по крайней мере 18 месяцами ранее; таким образом, смерть произошла в октябре 1941 года или раньше. Вебстер также обнаружил во рту клочок тафты, что могло свидетельствовать о смерти от удушения. После измерения полости в дереве, в которой было обнаружено тело женщины, он также пришёл к выводу, что она, должно быть, была помещена туда «ещё теплой», сразу после убийства, поскольку не вошла бы туда после наступления трупного окоченения.
По предметам, найденным рядом с телом, полиция примерно определила, как выглядела эта женщина, но так как во время войны было очень много пропавших без вести, идентифицировать её не удалось. Полиция сопоставила имеющиеся у них сведения с сообщениями о пропавших без вести лицах по всему региону, но ни одно из них не соответствовало собранным уликам. Кроме того, они связались со стоматологами по всей стране, так как её зубы были достаточно характерными.
В 1944 году на стене на Верхней Дин-стрит в Бирмингеме появилось граффити, связанное с этой загадкой, в котором говорилось: «Кто положил Беллу в шершавый вяз — Хагли Вуд» (Who put Bella down the Wych Elm — Hagley Wood). Это заставило следователей отрабатывать новые версии, пытаясь выяснить, кем могла быть Белла. Также появлялись другие сообщения, сделанные тем же почерком. По крайней мере с 1970-х годов время от времени на обелиске Хагли рядом с местом, где было обнаружено тело женщины, появлялось граффити с несколько измененной надписью: «Кто положил Беллу в ведьмин вяз?» (Who put Bella in the Witch Elm?)

### Реконструкция лица
В эпизоде телевизионной программы «Тайны нацистских убийств» была описана криминалистическая реконструкция лица, проведённая «лицевой лабораторией» Ливерпульского университета Джона Мурса по фотографиям черепа. Она была заказана Эндрю Спарком для его книг об этом происшествии.

## Теории

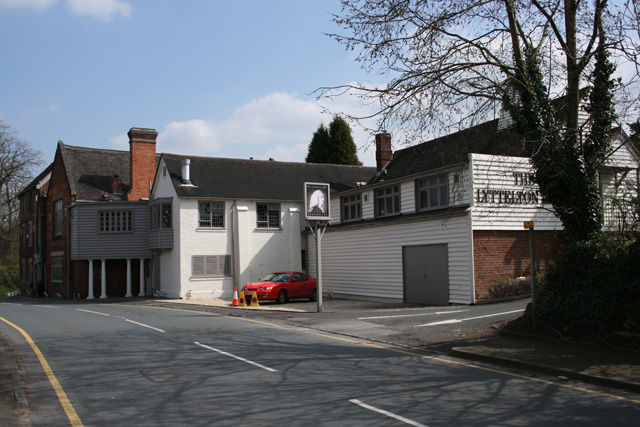
Литтлтон Армс, Хагли

В программе «Радио 4», впервые прозвучавшей в августе 2014 года, Стив Пунт предложил двух возможных жертв. В 1944 году в полицию Бирмингема поступило сообщение от проститутки. В нём она заявила, что другая проститутка по имени Белла, работавшая на Хагли-роуд, исчезла около трёх лет назад. Имя «Белла» (или «Луибелла» (Luebella)) говорит о том, что автор граффити, вероятно, знал о личности жертвы или убийцы.
Вторая версия — заявление Уны Моссоп, сделанное в полиции в 1953 году, в котором она сказала, что её бывший муж Джек Моссоп признался членам семьи, что он и голландец по имени ван Ральт поместили женщину в дерево. Моссоп и ван Ральт встретились, чтобы выпить в Литтлтон Армс (Lyttelton Arms) (паб в Хагли). Тем вечером, сказал Моссоп, женщина напилась и потеряла сознание, пока они ехали. Мужчины посадили её в пустое дерево в лесу в надежде, что утром она проснётся и испугается, поняв порочность своего образа жизни. Джек Моссоп был помещён в психиатрическую больницу Стаффорда, потому что ему постоянно снились сны о женщине, глядящей на него из дерева. Он умер в больнице до того, как в вязе было найдено тело. Вероятность этой версии ставится под сомнение, потому что Уна Моссоп сообщила о ней лишь через 10 лет после смерти Джека Моссопа.
Другая теория взята из рассекреченного дела MI5 о Джозефе Якобсе — последнем человеке, который был казнён в Лондонском Тауэре 15 августа 1941 года. Он был агентом Абвера. В 1941 году он высадился с парашютом в Кембриджшире, но при посадке сломал лодыжку и вскоре был арестован местной гвардией. При нём была найдена фотография его любовницы, немецкой певицы кабаре и актрисы по имени Клара Бауэрле. Якобс сказал, что её обучали шпионажу и что, если бы он установил контакты после высадки, её, возможно, отправили бы в Англию после него. Тем не менее нет никаких доказательств того, что Клара Бауэрле была десантирована с парашютом в Англии, и несколько свидетелей описывают, что рост Клары Бауэрле был около 6 футов (1,8 м), а рост Беллы 5 футов (1,5 м). В сентябре 2016 года было установлено, что Клара Бауэрле умерла в Берлине 16 декабря 1942 года.
В 1945 году Маргарет Мюррей, антрополог и археолог из Университетского колледжа Лондона, предложила более радикальную теорию — колдовство, согласно которой рука была отрублена во время ритуала под названием «Рука славы», после того как Белла была убита цыганами во время оккультного ритуала. Её идеи взбудоражили местную прессу и побудили следователей связать это дело с ещё одним, судя по всему, ритуальным убийством человека, Чарльза Уолтона, в соседнем Нижнем Квинтоне.
В 1953 году появилась ещё одна теория, согласно которой Белла была голландкой по имени Кларабелла Дронкерс, убитой немецкой шпионской сетью, состоящей из британского офицера, голландца и артиста мюзик-холла, за то, что «слишком много знала». Доступные записи и доказательства не смогли подтвердить эту историю.

## В популярной культуре
«Кто положил Беллу в вяз» названо Таной Френч как источник романа 2018 года «Ведьмин вяз».

### Для дальнейшего чтения
- Спарк Эндрю (2018). Кто посадил Беллу в вяз?: Том 1: Возвращение на место преступления. CreateSpace. ISBN  978-1984288813.
- Спарк Эндрю (2018). Белла из вяза: Том 2: В поисках… CreateSpace. ISBN  978-1-985207-66-0.